# Iliašovce
Iliašovce (in ungherese Illésfalva, in tedesco Sperndorf o Selgersdorf, in latino Villa Sperarum o Ursi Villa) è un comune della Slovacchia facente parte del distretto di Spišská Nová Ves, nella regione di Košice.